# Boll KG
La Boll Kino Beteiligungs GmbH & Co. KG (spesso abbreviata Boll KG) è una società di produzione e distribuzione cinematografica tedesca fondata dal regista Uwe Boll nel 1992.
Dal 1992, la società co-produce e finanzia la quasi totalità dei film diretti da Boll, oltreché distribuire alcuni film nel commercio dell'home video.
La casa di produzione ha sede a Bergrheinfeld in Baviera.

## Filmografia

### Film prodotti
- Blackwoods (2002)
- Heart of America (2003)
- House of the Dead (2003)
- Alone in the Dark (2005)
- BloodRayne (2005)
- Benazir Bhutto - Tochter der Macht (2005)
- In the Name of the King (2007)
- Seed (2007)
- Postal (2007)
- BloodRayne 2 (2007)
- Tunnel Rats (2008)
- Alone in the Dark II (2008)
- Far Cry (2008)
- Rampage (2009)
- The Final Storm (2010)
- Max Schmeling (2010)
- BloodRayne: The Third Reich (2011)
- In the Name of the King 2: Two Worlds (2011)
- Auschwitz (2011)
- Bennie (2012)

### Film distribuiti
- The Cabin Movie (2005)
- Black Men Can Swim (2008)
- Midnight Chronicles (2008)
- The Pagan Queen (2009)
- Benjamin (2011)
- Samuel Bleak (2011)